# Johann Friedrich (Brandenburg-Ansbach)

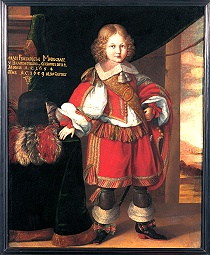
Markgraf Johann Friedrich von Brandenburg-Ansbach im Knabenalter, Gemälde von Benjamin Block, ca. 1660

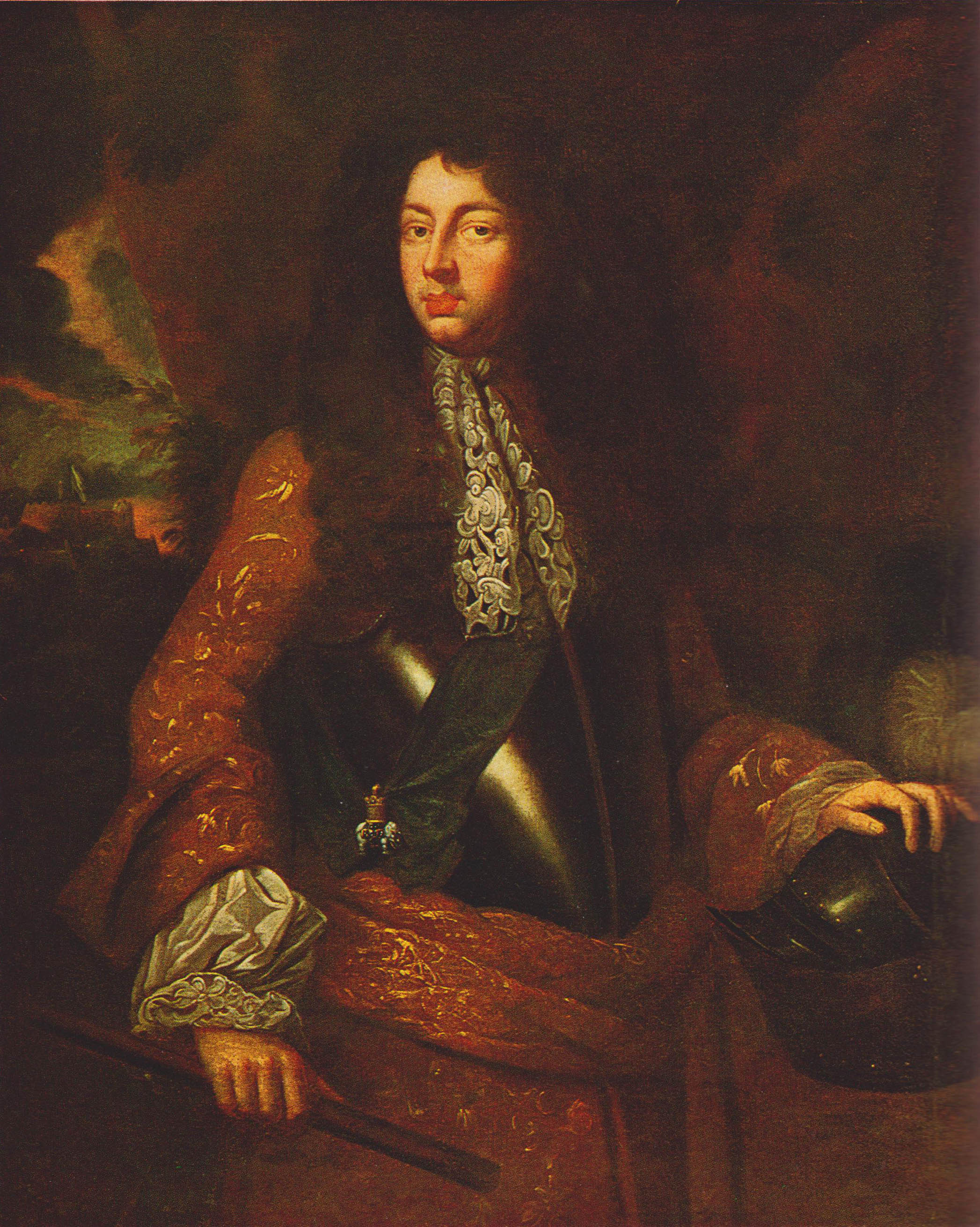
Markgraf Johann Friedrich, um 1670/80

Johann Friedrich von Brandenburg-Ansbach (* 8. Oktoberjul. / 18. Oktober 1654greg. in Ansbach; † 22. Märzjul. / 1. April 1686greg. in Ansbach) war Markgraf des fränkischen Fürstentums Ansbach von 1667 bis 1686.

## Leben
Johann Friedrich war der älteste Sohn des Markgrafen Albrecht von Brandenburg-Ansbach (1620–1667) aus dessen zweiter Ehe mit Sophie Margarete (1634–1664), Tochter des Grafen Joachim Ernst von Oettingen-Oettingen. Als er nach dem Tod seines Vaters 1667 dessen Erbe antrat, war er noch minderjährig, weshalb zunächst eine Vormundschaftsregierung unter Vorsitz des Kurfürsten Friedrich Wilhelm von Brandenburg die Regentschaft in seinem Fürstentum übernahm. Johann Friedrich wurde an den Universitäten von Straßburg und Genf ausgebildet und unternahm anschließend seine Grand Tour unter anderem nach Frankreich.
Erst als er 1672 volljährig geworden war, übernahm er selbst die Herrschaft in Brandenburg-Ansbach. Johann Friedrich galt als toleranter und liebenswürdiger Fürst, war aber wenig ehrgeizig und machte sich von den Räten abhängig. Er setzte die habsburgfreundliche Politik seines Vaters fort und nahm in Ansbach und Schwabach französische Emigranten auf, was zu einer wirtschaftlichen Belebung des Landes führte. Seine musischen Neigungen vor allem zu Oper und Ballett sowie seine Prunkliebe führten zu finanziellen Engpässen.
Johann Friedrich starb 31-jährig an den Blattern und wurde in der Ansbacher Gumbertuskirche bestattet.

## Nachkommen
Johann Friedrich heiratete in erster Ehe am 5. Februar 1672 in Durlach Johanna Elisabeth von Brandenburg-Ansbach (1651–1680), Tochter des Markgrafen Friedrich VI. von Baden, mit der er folgende Kinder hatte:
- Leopold Friedrich (1674–1676)
- Christian Albrecht (1675–1692), Markgraf von Brandenburg-Ansbach
- Dorothea Frederike (1676–1731)

⚭ 1699 Graf Johann Reinhard III. von Hanau-Lichtenberg (1665–1736)
- Georg Friedrich II. (1678–1703), Markgraf von Brandenburg-Ansbach
- Charlotte Sophie (1679–1680)

Seine zweite Ehefrau wurde am 4. November 1681 in Eisenach Eleonore (1662–1696), Tochter des Herzogs Johann Georg I. von Sachsen-Eisenach, mit der er folgende Kinder hatte:
- Wilhelmine Karoline (1683–1737)

⚭ 1705 König Georg II. von Großbritannien (1683–1760)
- Friedrich August (*/† 1685)
- Wilhelm Friedrich (1686–1723), Markgraf von Brandenburg-Ansbach

⚭ 1709 Prinzessin Christiane Charlotte von Württemberg-Winnental (1694–1729)